# The Boring Company
The Boring Company (zkratka TBC) je americká společnost zaměřující se na dopravní infrastrukturu a stavbu tunelů, založená Elonem Muskem. Projekty jsou navrhovány jako vně-městské, tranzitní systémy, vytvořené do smyčky (anglicky loop). Společnost dokončila již tři tunely – dva v Las Vegas pro cestování a jeden tunel, „Boring Test Tunnel“, pro testovací účely v Los Angeles County. Další tunely jsou v různých fázích projednávání a plánování.
Společnost The Boring Company byla původně založena jako dceřiná společnost firmy SpaceX, ale v roce 2018 se stala samostatnou a plně nezávislou společností. V prosince 2018 vlastnil 90 % kapitálu Musk a 6 % držel SpaceX výměnou za použití zdrojů SpaceXu během startu společnosti.

## Historie
Elon Musk oznámil vytvoření společnosti The Boring Company v prosinci 2016. V únoru 2017 začala společnost kopat testovací příkop v prostorách společnosti SpaceX v Hawthorne, protože stavba na tomto místě nevyžadovala žádná povolení. The Boring Company byla původně založena jako dceřiná společnost SpaceX a poté se v roce 2018 stala nezávislou společností.
V březnu 2017 Musk oznámil, že v dubnu společnost začne používat stroj na vrtání tunelů (TBM) k zahájení hloubení použitelného tunelu ve SpaceX. První vytvořená komerční trasa by měla vést z LAX do Culver City, poté do Santa Monicy a skončit ve Westwoodu. Musk tvrdil, že cesta tunelem bude trvat pět minut, ve srovnání s jízdou nad zemí, která v normálním provozu trvá 45 minut. Do listopadu 2017 společnost podala žádost o povolení u vládních regulátorů v Los Angeles k vybudování tunelu z Hawthorne podél Interstate 405 do Westwoodu, ale projekt nikdy nepokročil.

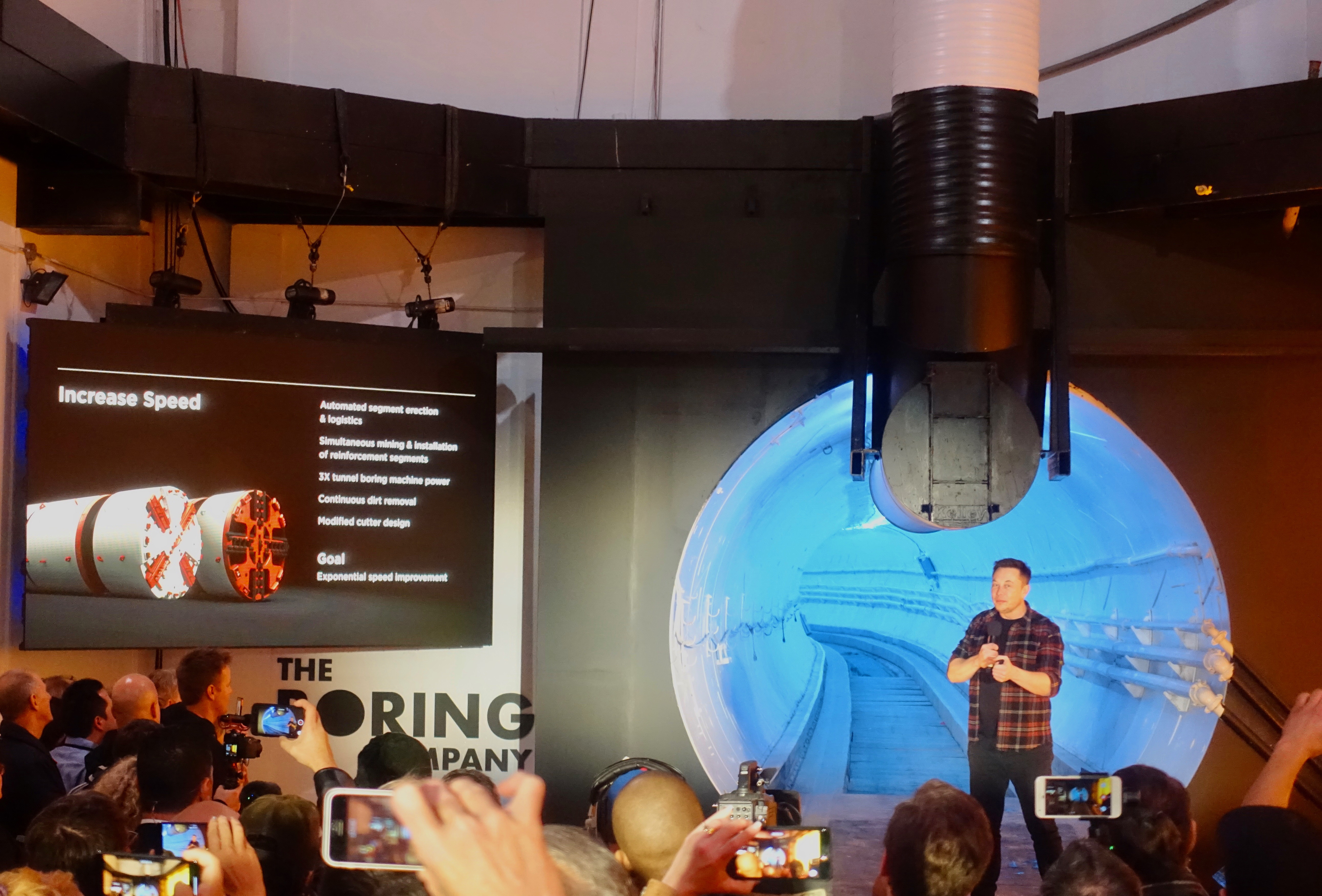
Musk na slavnostním otevření testovacího tunelu v Hawthorne.

Ve stejné době, kdy byl oznámen tunelový systém v Los Angeles, byl oznámen jiný projekt zahrnující vysokorychlostní vlaky Hyperloop, který by vedl pod zemí z New Yorku do Washingtonu, D.C. Musk uvedl, že cesta z jednoho města do druhého by zabrala pouze 29 minut.
V červenci 2017 Musk nahrál video zachycující úspěšný test prototypu automobilového výtahu a v březnu 2018 Musk pomocí platformy Twitter oznámil, že společnost upraví svůj plán upřednostňovat chodce a cyklisty před auty, přičemž auta budou zvažována pro přepravu až poté, co budou splněny všechny ostatní potřeby pro hromadnou dopravu pro chodce a cyklisty.
Začátkem roku 2018 byla společnost The Boring Company vyčleněna ze SpaceX a stala se samostatnou korporací. O něco méně než 10 % kapitálu bylo věnováno prvním zaměstnancům a více než 90 % Elonu Muskovi. Následné obavy akcionářů SpaceX vedly v prosinci 2018 k přerozdělení 6 % vlastního kapitálu The Boring Company na SpaceX. V červenci 2019 společnost The Boring Company schválila první externí investici a prodala akcie ve výši $120 milionů řadě společností poté, co během roku 2018 získala $113 milionů.
V listopadu 2019 se Steve Davis stal prezidentem The Boring Company a v listopadu 2020 The Boring Company oznámila nábor na řadu pozic v Austinu v Texasu a do prosince 2020 si pronajala dvě budovy v průmyslovém komplexu o rozloze 5,7 ha 26 km severovýchodně od Austinu. kde Tesla staví svou texaskou Gigafactory.
20. dubna 2022 společnost oznámila, že získala dalších $675 milionů v kole financování Series C, což zvedlo hodnotu společnost na $5,675 miliardy. Společnost uvedla, že finanční prostředky budou použity k zvýšení náboru napříč pozicemi pro budování projektů Loop a urychlení výzkumu a vývoje razící techniky Prufrock a budoucích produktů.

## Pokračující a dokončené projekty

### Hawthorne

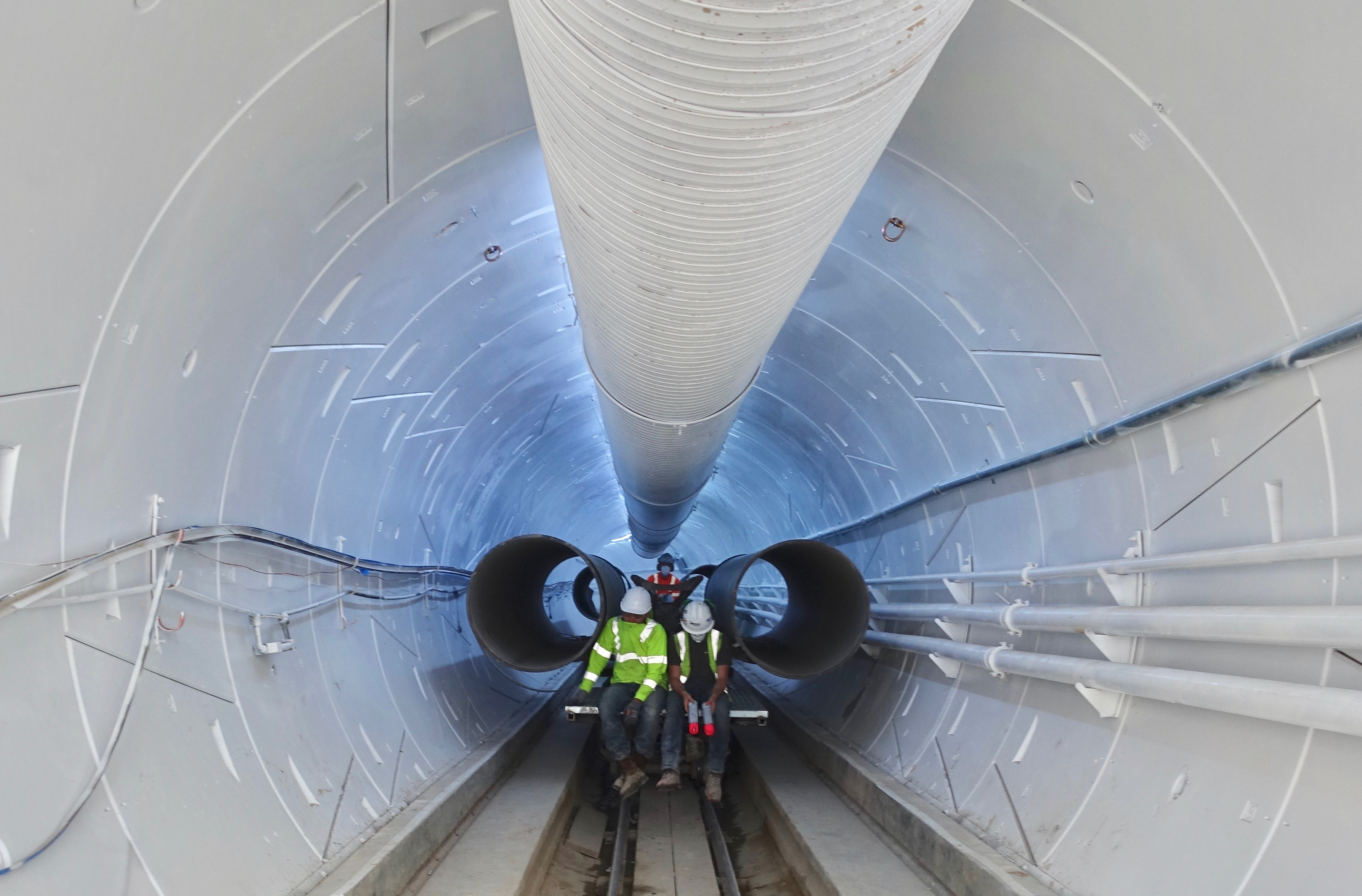
Tunel Hawthorne během výstavby

The Boring Company začala v roce 2017 stavět vysokorychlostní tunel o délce 1,83 km na trase v Hawthorne v Kalifornii, která sousedí s centrálou a výrobním závodem společnosti SpaceX. V červnu 2018 Musk řekl, že ražba tunelu byla dokončena, finální práce na tunelu byly téměř také hotové a tunel bude otevřen pro veřejnost zadarmo za několik měsíců, pokud bude tunel schválen regulačními orgány. Tunel byl otevřen 18. prosince 2018 a byl pro to použit automobil společnosti Tesla Model X.
V září 2018 zveřejnilo město Hawthorne informaci, že poblíž křižovatky 120th Street a Hawthorne Boulevard byla postavena zkušební vlečka a výtah na testy – podle dokumentů předložených společností The Boring Company by tyto testy sestávaly z postupu:
1. automobil najede na lyže nad zemí s vypnutým motorem
2. vozidlo s cestujícími uvnitř bude spuštěno do tunelu
3. vozidlo se bude pohybovat pomocí lyží v tunelu
4. následně bude vozidlo vyzvednuto na povrch na druhém konci testovací dráhy[28]

Do června 2019 společnost následně vytvořila vozovku tunelu z asfaltu, vyhladila povrch, přidala vodicí dráhy pro provoz autonomních vozidel a testovala jízdy aut (bez lyží) tunelem při rychlostech 140 kilometrů za hodinu pro autonomní řízení a až 187 km za hodinu s řidičem.

### Las Vegas

#### LVCC

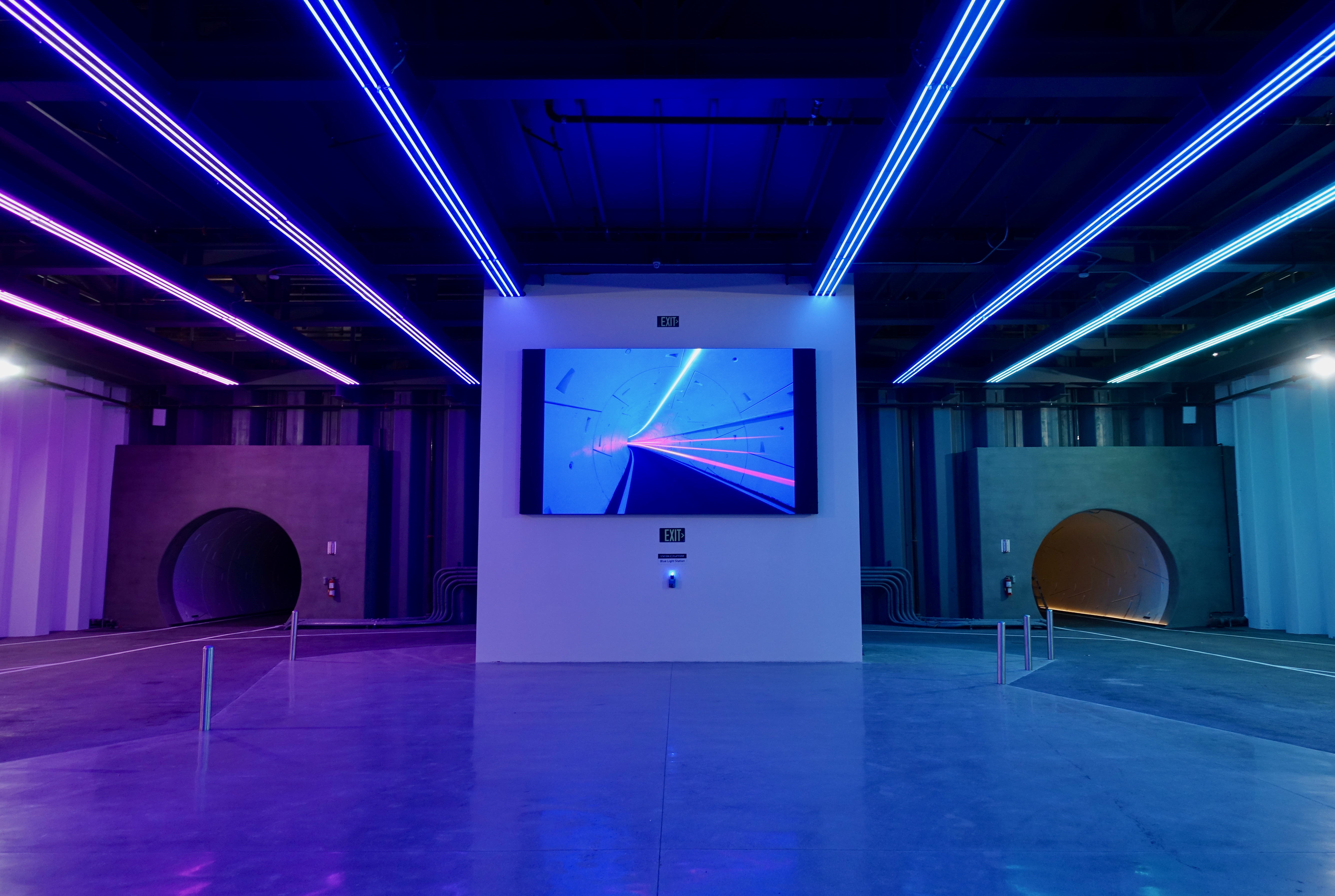
Dokončená počáteční stanice LVCC tunelů.

V březnu 2019 doporučil úřad Las Vegas Convention and Visitors Authority (LVCVA) společnost The Boring Company pro realizaci kyvadlové dopravy ve smyčce pod rozlehlým areálem Las Vegas Convention Center (LVCC), který by měl být dokončen do roku 2021 s potenciálem pro budoucí expanzi podél Las Vegas Strip, na stadion Allegiant a mezinárodní letiště McCarran.
V květnu 2019 společnost projekt za 48,7 milionu dolarů vyhrála. V září byly oznámeny přípravy na stavbu tunelu na místě a stavba byla nakonec zahájena v říjnu. Vrtání prvního tunelu dlouhého 1 364 m začalo 15. listopadu a dokončeno o 91 dní později, 14. února 2020, přičemž stroj postupoval zhruba 15 m za den. V květnu 2020 byla dokončena ražba druhého tunelu, s délkou 1,4 km, celkově s prvním tunelem 2,7 km. Tunel byl otevřen v polovině dubna 2021 s vozy Tesla Model 3 a Model X používanými pro kyvadlovou dopravu, které jezdily rychlostí zhruba 56 kilometrů za hodinu.
Testování s velkým počtem dobrovolníků na konci května 2021 ukázalo, že systém dokáže přepravit 4 400 cestujících za hodinu, ačkoli nejvyšší provoz, který LVCC Loop měla v nekontrolovaném prostředí, byl dosažen v červenci 2021 s 1 355 cestujícími za hodinu. Cílem projektu bylo zkrátit 25 minut chůze na 2 minuty jízdy, ale údaje z listopadu 2021 ukázaly, že průměrná doba cesty vždy trvala minimálně 3 minuty. V lednu 2022 zachytilo video pořízené během CES 2022 dopravní zácpu v LVCC.

#### Soukromé tunely
Po dokončení dvou tunelových vrtů pro LVCC v květnu 2020 požádaly dva striptýzové hotely v Las Vegas, Encore a Resorts World Las Vegas a následně v červnu regulační orgány, aby získaly povolení pro společnost The Boring Company k vyhloubení soukromých tunelů umožňujících přímý přístup mezi těmito resorty a LVCC. V prosinci 2020 byly také předloženy plány na dvoumílový tunel, „Caesars Loop“ do hotelů Flamingo, Paris Las Vegas, High Roller, Planet Hollywood a Bally's.
V květnu 2021 se tunel do Resorts World prolomil povrch nad sebou a tunel do hotelu Encore byl schválen. V únoru 2022 se tunel do Resorts World dostal na povrch.

## Plánované projekty

### Spojené státy

#### Kalifornie
V únoru 2019 starosta San Jose v Kalifornii Sam Liccardo oznámil, že jednal se společností The Boring Company ohledně spojení mezi mezinárodním letištěm San Jose a nádražím Diridon, jako alternativou k tradičnímu železničnímu spojení. San Jose vydalo dvě žádosti o informace: jednu pro trasu letiště/stanice Diridon a druhou, která by vedla podél koridoru Stevens Creek, rušné tepny, která spojuje centrum s Cupertinem.
V únoru 2021, úřad San Bernardino County Transportation Authority v Kalifornii schválil zahájení jednání o smlouvě s TBC na vybudování téměř 6,4 km tunelu spojujícího letiště Ontario s vlakovou stanicí Rancho Cucamonga Metrolink.

#### Florida
V únoru 2021 starosta Miami na Floridě Francis Suarez odhalil, že Musk navrhl vykopat dvoumílový tunel pod řekou Miami za 30 milionů dolarů v šestiměsíčním časovém horizontu, ve srovnání s 1 miliardou dolarů za čtyři roky odhadovanou místními tranzitní úřad. Velké části úspor by bylo dosaženo odstraněním ventilačních systémů a povolením pouze elektrických vozidel.
V červenci 2021 přijalo město Fort Lauderdale na Floridě návrh od The Boring Company na tunel mezi centrem města a pláží, který měl být nazván „Las Olas Loop“. Ostatní společnosti měly 45 dnů na předložení soutěžních návrhů, ale dvě nabídky předložené ve stanovené lhůtě byly diskvalifikovány pro nesplnění požadavků. V srpnu 2021 město zahájilo závěrečná jednání s TBC. Starosta Dean Trantalis odhadl celkovou cenu 8 km dlouhého tunelu mezi 90 a 100 miliony dolarů, včetně stanic.

#### Texas
V srpnu 2021 se s představiteli Cameron County konala předběžná diskuse o potenciální výstavbě krátkého tunelu z ostrova South Padre Island na pláž Boca Chica v jižním Texasu. Tunel by byl krátký, ale procházel by pod kanálem Brownsville Ship Channel, takže by musel být poměrně hluboký.

## Neaktivní nebo zrušené projekty

### Baltimore – Washington loop
V červenci 2017 Musk oznámil plány na vybudování vysokorychlostního tunelu hyperloop spojující Washington, D.C. a New York. Původně uvedl, že projekt měl „ústní souhlas vlády“, ale vládní úředníci toto tvrzení zpochybnili a Musk později objasnil, že žádné formální schválení neexistovalo.
V březnu 2018 byla oznámena trasa mezi Washingtonem, D.C. a centrem Baltimoru po dálnici Baltimore–Washington Parkway. Navrhovaný tunel by využíval koncept společnosti, kdy jezdí vozidla vně tunelu na elektrických lyžích. V dubnu 2019 zveřejnil úřad Federal Highway Administration návrh environmentálního posouzení projektu. Navrhovaný systém by zahrnoval autonomní elektrická vozidla, tunely na hlavních tepnách, stanice, ventilační šachty, čtyři šachty pro spuštění razících strojů a terminály údržby pro nabíjení a údržbu vozidel.
Počátkem roku 2021 již The Boring Company neuváděla projekt Hyperloop na svých webových stránkách a mluvčí úřadu Federal Highway Administration prohlásil, že The Boring Company neuvedla, že bude projekt dále pokračovat.

### Chicago
V březnu 2018 byla vyhlášena soutěž na vybudování vysokorychlostního spojení z městské části Chicago Loop na letiště O'Hare. Společnost The Boring Company byla vybrána v červnu 2018 a měla pracovat na smlouvě, která měla být předložena městské radě Chicaga. Výstavba měla být zcela financována společností The Boring Company, která by následně spojení udržovala a provozovala. Systém by přepravoval cestující v automatizovaných elektrických vozech přepravujících 16 cestujících a jejich zavazadla dvěma paralelními tunely vedenými pod stávajícími trasami pro veřejnou dopravu, z bloku 37 na letiště za 12 minut, rychlostí 200 až 240 kilometrů za hodinu, přičemž kapsle by jezdili každých 30 sekund.
Několik místních politiků a občanských skupin kritizovalo navrhovaný projekt jako zbytečný, že má dopady na životní prostředí, používá neověřenou technologii a je netransparentní.
V červnu 2021 mluvčí chicagského ministerstva dopravy řekl, že od plánu bylo upuštěno.

### Los Angels

#### Západ
V květnu 2018 společnost oznámila počáteční koncept soukromě financovaného tunelu v oblasti Los Angeles – testovací tunel o délce 4,3 km na trase rovnoběžné s Interstate 405 a sousedící s Sepulveda Boulevard v Los Angeles, poblíž křižovatky s dálnicí Interstate 10. Tunel neměl sloužit pro veřejnou dopravu, ale pro experimenty, jejichž cílem bylo získat veřejnou zpětnou vazbu od zákazníků, která měla společnosti pomoci, aby mohla předložit úplnější a lepší informace kalifornskému regulačnímu úřadu pro životní prostředí pro dlouhodobé posouzení dopadů na životní prostředí pro větší systém tunelové dopravy, který by mohl být navržen pro oblast města Los Angeles.
Později se objevila veřejná opozice vůči projektu a v listopadu 2018 společnost oznámila, že ruší plány na výstavbu tunelu.

#### Los Angels Dugout Loop
V srpnu 2018 byl poprvé veřejně projednán návrh na vybudování 5,8 km dlouhého tunelu s názvem „Dugout Loop“ v Los Angeles. Tunel by začínal na Vermont Avenue a skončil by na stadionu Dodger. Projekt by byl partnerstvím veřejného a soukromého sektoru, byl by-li schválen a vybudován, s předpokladem, že by výstavba zabrala 14 měsíců. Město Los Angeles později zveřejnilo studii a environmentální seznam pro navrhovaný projekt, který podrobně popisoval přehled projektu, výstavbu a provozní dopady na město, spolu se seznamem šestnácti kalifornských veřejných regulačních úřadů, které by dohlížely na projekt.
Od června roku 2021 projekt nepokročil a byl odstraněn z webových stránek The Boring Company.

### Evropa
V lednu 2019 Musk uvedl, že byl ředitelem Evropské organizace pro jaderný výzkum (CERN) požádán o výstavbu tunelů pro budoucí urychlovač částic o obvodu 100 km, přičemž by tím mohla společnost The Boring Company ušetřit CERNu několik miliard eur.

### Austrálie
V lednu 2019 Musk odpověděl prostřednictvím Twitteru na dotaz australského poslance týkající se tunelu přes Modré hory na západ od Sydney. Musk odpověděl, že by náklady byly 15 milionů dolarů na jeden kilometr nebo 750 milionů dolarů za 50 km tunelu plus 50 milionů dolarů na každou stanici. Odborníci odmítli tato čísla jako „zcela mimo mísu“ a společnost Transport for NSW odhadla náklady na 3 miliardy dolarů na silniční tunel nebo 6 miliard dolarů na tunel s kombinovanou silnicí a železnicí.